# Myrmecoris
Myrmecoris is een geslacht van wantsen uit de familie blindwantsen. Het geslacht werd voor het eerst wetenschappelijk beschreven door Gorski in 1852.

## Soorten
Het genus bevat de volgende soort:

- Myrmecoris gracilis (R. Sahlberg, 1848)